# 新现代画报
《新现代画报》是一本介绍奢侈生活方式的时尚杂志，隶属广州日报报业集团，创刊于1985年，杂志名字字体由香港著名设计师设计。
该杂志刚创刊时名为《现代画报》，在此之前，中国大陆还没有一本以昂贵的铜版纸印刷的精美时尚杂志，这本由香港著名传媒人郑经翰先生创办的杂志，是中国最早的综合类时尚杂志。
《新现代画报》杂志从1999年起，由广州日报报业集团管理经营。杂志发行区域覆盖中国大陆大中城市，发行量达30万份。在中国大陆、香港、台湾等地均拥有比较高的知名度和影响力。